# Marcel Lasalmonie
Marcel Lasalmonie (Le Grand-Madieu, 26 juni 1905 – Beaulieu-sur-Sonnette, 22 november 1983) was een Frans componist, muziekpedagoog en dirigent. Hij was de vierde zoon van het echtpaar Jean Lasalmonie (1863-1919) en Marie Amelie Lasalmonie, geboren Fromentin (1868-1919).

## Levensloop
Lasalmonie kreeg een muzikale opleiding binnen het Franse militair. Later werd hij chef-dirigent in de militaire rang van kapitein van het harmonieorkest (La Musique de la Légion Étrangère) en het koor ("Choeur de la Légion Étrangère" en "Choeur de la Légion étrangère de parachutistes") van de Franse Vreemdelingenlegioen (Frans: Légion étrangère). Hij was ook (gast-)dirigent van de Fanfare de Cavalerie de la Garde Républicaine. 
Lasalmonie componeerde een hele reeks van marsliederen en concertwerken voor het muziekkorps en/of het koor van deze Franse legioen. Hij was gehuwd met Marie-Yvonne Lehoux (1908-2003); samen hadden zij drie kinderen.

## Composities

### Werken voor harmonie- of fanfareorkest
- 1971 Héros de Verdun, plechtige mars voor harmonie- of fanfareorkest met klaroenen, trompetten, hoorns en tamboers (ad libitum)
- 1971 Le tourangeaux, fantasie voor harmonie- of fanfareorkest met hoorns, trompetten, klaroenen en tamboers (ad libitum)
- 1974 Caravanoé, concertmars voor klaroenen en slagwerk
- Ambassadeurs, voor harmonieorkest
- Au bon vieux temps, voor harmonie- of fanfareorkest met tamboers en klaroenen
- Baroudeur, voor harmonieorkest
- Bouquet de vieux noëls, voor harmonie- of fanfareorkest met klaroenen en tamboers (ad libitum)
- Brunes et blondes, mars voor harmonie- of fanfareorkest met klaroenen en tamboers (ad libitum)
- Carrousel, voor harmonieorkest
- Chant des Adieux, voor harmonieorkest
- Cravate verte et képi blanc - Marche Légionnaire
- Defile des Bidasses
- Divertissement en ballade
- Enfants du Chat Noir
- Extrême-Orient
- Fanfan la Tulipe, mars voor harmonie- of fanfareorkest met klaroenen, hoorns en trompetten
- Fête au Hameau
- Honneur et fidélité - Marche Officielle du Dépôt Commun de la Légion Etrangère
- Invite à la Musique N°1
- Invite à la Musique N°2
- Invite à la Musique N°3
- Invite à la Musique N°4
- La guitoune[2]
- La légende des Bresles
- Le salut au Caïd, voor mannenkoor en harmonie- of fanfareorkest
- Les enfants du chat noir, moderne optocht (défilé) voor harmonie- of fanfareorkest met klaroenen en tamboers (ad libitum)
- Les vieux Blédards
- Lointaines Pensées
- Marche de l'Esperance
- Marche du 1er Régiment étranger de cavalerie
- Passant par Paris, optocht voor het 3e korps van het Franse leger voor harmonie- of fanfareorkest met trompetterkorps, klaroenen, hoorns en tamboers
- Roche aux fées
- Rosette et Fanchon
- Royal Rigaudon
- Salut des Musiciens
- Trompettes de Verdun, fantasie
- Vallee Catalanes
- Vallee de la Credogne

### Vocale muziek

#### Werken voor koor
- Anne-Marie (chanson de route), voor mannenkoor en harmonieorkest

#### Liederen
- Le Boudin, voor zangstem en piano

### Kamermuziek
- 1972 Rêve de Diane, voor jachthoorns